# ورونیکا ورا
ورونیکا ورا (انگلیسی: Veronica Vera نویسنده و بازیگر اهل ایالات متحده آمریکا است.